# Sturmanite
La sturmanite est une espèce minérale de symétrie trigonale bien définie, un composé ionique hydraté d'anions sulfate, hydroxyle, hydroborate environnés de cations calcium Ca2+, fer Fe2+, aluminium Al3+ et manganèse Mn3+ sans anion étranger, de formule  Ca6(Fe+3, Al+3, Mn+3)2 [(OH)12|B(OH)4|(SO4)2] • 25 H2O. Elle fait partie du groupe de l’ettringite. Sa couleur vive, souvent jaune brillant à ambre et ses cristaux centimétriques expliquent le vif intérêt que lui portent les collectionneurs. Ils peuvent atteindre jusqu'à 40 cm.

## Historique de la description et appellations

### Inventeur et étymologie
Décrite  par Peacor, Dunn et Duggan en 1983, et dédiée au docteur Darko B. Sturman du Royal Ontario Museum de Toronto (Canada).

### Topotype
GisementMine « Black rock », Kuruman, province du Cap, Afrique du Sud. À noter que ce topotype est aujourd’hui remis en cause au profit de N'Chwaning Mines, Kalahari manganese fields, province du Cap, Afrique du Sud. Suite probable d’une erreur d’étiquetage initiale.
EchantillonsNational Museum of Natural History, Washington D.C., États-Unis, No 148261

## Caractéristiques physico-chimiques

### Cristallochimie
Elle fait partie du groupe de l'ettringite :
- Carraraïte Ca3Ge(OH)6(SO4)(CO3)·12(H2O) P 63/m ou P 63 Hex
- Charlésite Ca6(Al,Si)2(SO4)2B(OH)4(OH,O)12·26(H2O) P 31c 3m
- Ettringite Ca6Al2(SO4)3(OH)12·26(H2O)
- Jouravskite Ca3Mn(SO4,CO3)2(OH)6·12(H2O) P 63/m 6/m
- Sturmanite Ca6(Fe,Al,Mn)2(SO4)2[B(OH)4](OH)12·25(H2O) P 31c 3m
- Thaumasite Ca3Si(CO3)(SO4)(OH)6·12(H2O) P 63/m 6/m

### Cristallographie
- Paramètres de la maille conventionnelle : a = 11,16 Å, c = 21,79 Å, Z = 2 ; V = 2 350,26 Å3
- Densité calculée = 1,79

## Gîtes et gisements

### Gîtologie et minéraux associés
GîtologieMinéral secondaire des gisements de manganèse.
Minéraux associésBarytine, manganite, hausmannite, hématite.

## Gisements remarquables
en Afrique du Sud
- Wessel's Mine, Hotazel, Kalahari manganese fields, province du Cap[5]
- N'Chwaning Mines, Kalahari manganese fields, province du Cap

en Russie
- Lakargi Mt., Verkhnechegemskiy volcanic structure, Kabardino-Balkarian Republic, Caucase